# Bituima
Bituima es un municipio colombiano del departamento de Cundinamarca, ubicado en la Provincia de Magdalena Centro, a 80 km al occidente de Bogotá.

## Toponimia

### Origen lingüístico[3]
- Familia lingüística: Caribe
- Lengua: Panche

### Significado
Existen dudas sobre si el topónimo de Bituima es de origen panche o muisca. Según Joaquín Acosta Ortegón, «Bituima» es una palabra de origen muisca que significa «vuestro boquerón». Sin embargo, los bituimas pertenecían a la nación panche y eran enemigos tradicionales de los muiscas. También se decía Vituzima o Vitueyma.

### Origen / Motivación
Existen dudas sobre si el topónimo de Bituima es de origen panche o muisca. Bituima es el nombre con el que se conoció el territorio, habitado por indígenas Panches a la llegada de los conquistadores españoles. Este hace referencia al cacique Bituí, dirigente de la comunidad.

### Nombres históricos
- Vituzima o Vitueyma (siglo XV)
- Rioseco de Bituima (siglo XVII)

## Geografía
Bituima es considerado la tierra del encanto de Colombia. La cabecera municipal se encuentra a orillas del río Contador a una altitud de 1627 m s. n. m., con una temperatura media anual es de 20.9 °C.

### Límites municipales
Bituima está delimitada por los siguientes municipios:
| Noroeste: Vianí (Quebrada Guativa) | Norte: Villeta | Nordeste: Guayabal de Síquima |
| Oeste: Vianí                       |                | Este: Guayabal de Síquima     |
| Suroeste: Vianí                    | Sur: Quipile   | Sureste: Anolaima             |

### División Político-Administrativa
Además de su Cabecera municipal, tiene bajo su jurisdicción los siguientes centros poblados: Boquerón de Iló y La Sierra
Además, el municipio está compuesto con las siguientes veredas: Pajitas, Cajón, Cambular, Centro, Periquito, Garita, Volcán, San Cristóbal, Aposentos, Gualivá, Caracol, Palo Blanco Bajo, Montaña, Palo Blanco Alto, Rincón Santo, Progreso.

## Historia

### Época precolombina
En la época precolombina, el territorio del actual municipio de Bituima estuvo habitado por los indígenas bituimas, de la nación panche. Su cacique, llamado Bituy, o Bituimé, era considerado un oráculo al que le consultaban lo pasado, lo presente y lo futuro, según testimonio del cronista Lucas Fernández de Piedrahíta. Continuamente, los bituimas hacían incursiones y ataques en territorio de los muiscas. El poblado indígena se encontraba en lo que hoy es la vereda de Cambular, cerca al río Contador. El citado cronista describe el pueblo indio de Bitumia de esta manera:

«Tendíase la población del Bituima por unas lomas altas y vecinas a otras eminencias que formó la naturaleza, de tierra avolcanada en que se mezclan algunos pedazos de tierra viva con que se impide la subida y el tránsito de unas a otras, si no es por sendas muy angostas y peligrosa aún faltando enemigos; porque corriendo con torcido curso un arroyo que nace de las montañas de Síquima y otros que se le juntan por diferentes partes, precisa a que por todas sean los caminos a media ladera, y por consiguiente derrumbaderos o pasos voladores que miran a la profundidad por donde corre el arroyo, tan amparado de peñas, que descubre muy pocas entradas para el esguazo y ninguna en tiempo de lluvias».

### Conquista española
Recién llegados los españoles a la Sabana de Bogotá, los panches, al mando del cacique de Bituima, invadieron el pueblo muisca de Zipacón, arrasando casas y sementeras. 
En 1541, Hernán Pérez de Quesada, acompañado por un pequeño destacamento español y otro más numeroso de guerreros muiscas conocidos como güechas, atacó a los panches, quienes salieron al combate dirigidos por los bituimas y los nimaimas.
Luego de sangrientas luchas, Pérez de Quesada ordenó quemar la población de Nimaima. Los panches alcanzaron a escapar y, en venganza, tomaron como rehén al capitán Cardozo, junto con su caballo, a los que se querían comer, pues los panches eran antropófagos; sin embargo, tras varios días de asedio, se vieron reducidos por la superioridad del enemigo, que llevaba armas de fuego y perros de caza y además iban respaldados por los güechas, o guerreros muiscas, que conocían el terreno.
Finalmente, Hernán Pérez ordenó a Hernán Venegas Carrillo que fuese con 50 infantes y 10 caballeros a incendiar el pueblo de Bituima, y luego, siguiendo por Anapoima y por el río Bogotá, volviese de regreso a Tena (se advierte que Bituima queda muy distante de Nimaima).
Muerto el cacique Bituy, su hija Bituimita le sucedió en el mando y restableció el pueblo en otro lugar.

### Nuevo Reino de Granada

#### Fundación del nuevo pueblo indio
Fue primer cura doctrinero Fray Lope de Acuña, Dominico. Los bituimas fueron repartidos en tres encomiendas: una de la Real Corona, otra de Diego de Fuenmayor y la tercera de Jacinto de Herrera, vecinos de la ciudad de Tocaima, por cuya razón pertenecían a esta jurisdicción. Otros bituimas aparecían encomendados en Antonio Mexía junto con algunos anapoimas.
Hasta 1627 los bituimas vivieron dispersos en sus respectivos rancheríos; en ese año, el oidor Lesmes de Espinosa Saravia visitó los repartimientos de esta población, así como la de San Sebastián de Mariquita y otras del Occidente de Santafé. Habiéndolos encontrados dispersos y sin doctrina permanente mandó que formaran poblado en el sitio de Bituima, donde estaba la iglesia doctrinera, para lo cual comisionó al cura fray Pedro Martín de Cárdenas por auto de 7 de agosto de 1627, que decía:

«Con vista de ojos que hice en ese sitio de Vituyma y de la parroquia y asientos de los tres repartimientos que están ahí poblados, y considerada toda la fertilidad de esa tierra y su temple que toca algo en frío y considerando cuán aficionados están los indios a sus platanales y frutales y la buena disposición que tienen para salir de sus frutos, y lo principal, que he considerado lo mucho que importa que las labores de trigo se conserven y que sean favorecidas para el sustento de la ciudad de Mariquita y minas de Santa Ana y de las Lajas. Me he resuelto a poblar los dichos repartimientos de Don Diego de Fuenmayor, de Don Jacinto de Herrera y el de Su Majestad en el sitio donde Vtra. Revcia. tiene su casa y está la Iglesia, a me parecido por excusar costa y salarios encomendarle a Vtra. Revcia. Esta población, que supuesto que los encomenderos y los caciques e indios le han procurado y deseado, es muy fácil hacerse si Vtra. Revcia. pone un poco de cuidado, advirtiendo que no les ha de embarazar Vtra. Revcia. Al hacer de sus rozas que éstas luego y en primer lugar les mando las hagan, y también que he de amparar a todos los indios en todas las tierras de sus resguardos que ya tienen y siempre han tenido y en sus árboles y platanales. Para ejecutar bien esta población bastará que por ahora haga cada uno un rancho en el sitio que Vtra. Revcia. le señalare, prefiriendo en los puestos a los caciques y en segundo lugar a los indios de mayores familias por la comodidad de la chusma, para que acudan a la doctrina, y desde luego ruego y encargo a Vtra. Revcia. que haga doctrina desde las ocho de la mañana hasta las diez del día y que tan solamente sean llamados y juntados las niñas hasta edad de diez años y los muchachos hasta edad de doce…».
A 7 de agosto de 1627. Dr. Lesmes Espinosa de Saravia. Archivo Nacional, Fondo B. J. Caycedo, caja 44 Doc. 1 folio 192.

El visto bueno de los caciques para la fundación del nuevo pueblo fue documentado por escribano en los siguientes términos:

«Don Juan, cacique del pueblo de Bituyma, de la encomienda de Don Jacinto de Herrera, y Don Lorenzo, cacique del pueblo de Bituyma, de la Real Corona, por lo que nos toca decimos, que nosotros tenemos cada uno de por sí diez o doce vacas y otras tantas cabezas de caballos y yeguas y para ayuda a la paga del estipendio de la doctrina de la nueva poblazón que vuestra merced ha mandado hacer en el sitio de Bituima, que han de pagar los encomenderos y dueños de hatos de ganados comarcanos al dicho sitio. Nosotros por lo que toca a nuestros ganados nos ofrecemos a pagar lo que nos fuere repartido para el dicho estipendio».
Memorando radicado en San Sebastián de Mariquita el 2 de septiembre del dicho año de 1627. Folio 208.

#### Despoblamiento e intentos de repoblación
En 1678 el procurador franciscano fray Nicolás de Benavente y Castro informaba que los Bituymas habían dejado su pueblo y se habían ido la mayoría al monte, por lo que pedía atribuciones para juntarlos de nuevo, de modo que se les pudiera impartir doctrina. Unos estaban en las montañas impenetrables y otros en los trapiches y hatos de Guaduas y Villeta y en las minas de Mariquita y Honda. Tan solitario estaba el pueblo que de las dos campanas que tenía la iglesia, una se la robaron. Dada la autorización en julio de 1679, fue comisionado el corregidor del Partido de los Panches, Francisco de Cuéllar y Losada, para traerlos de regreso.
El 6 de septiembre, Fray Nicolás comunicó haber designado cura doctrinero para Bituyma, que estaba despoblada, sin casi ningún indio residente y sólo unos pocos vecinos pobres que con urgencia pedían auxilios espirituales. No había casa cural y la iglesia estaba cayéndose, por lo que pedía se le despachase juez poblador para que recogiese a los indios y los trajese de donde estuvieren. 
El 24 de septiembre, don Juan de Herrera Maldonado, alcalde ordinario de la Villa de San Miguel de las Guaduas, dio plazo de un mes a los vecinos para que «acudan con sus gentes a hacer dichas casas» según la repartición que hiciere el doctrinero y los indios so pena de 20 patacones. Este día se congregó mucha gente en la plaza y se dio inicio a su reedificación.

#### Real Cédula de Carlos II

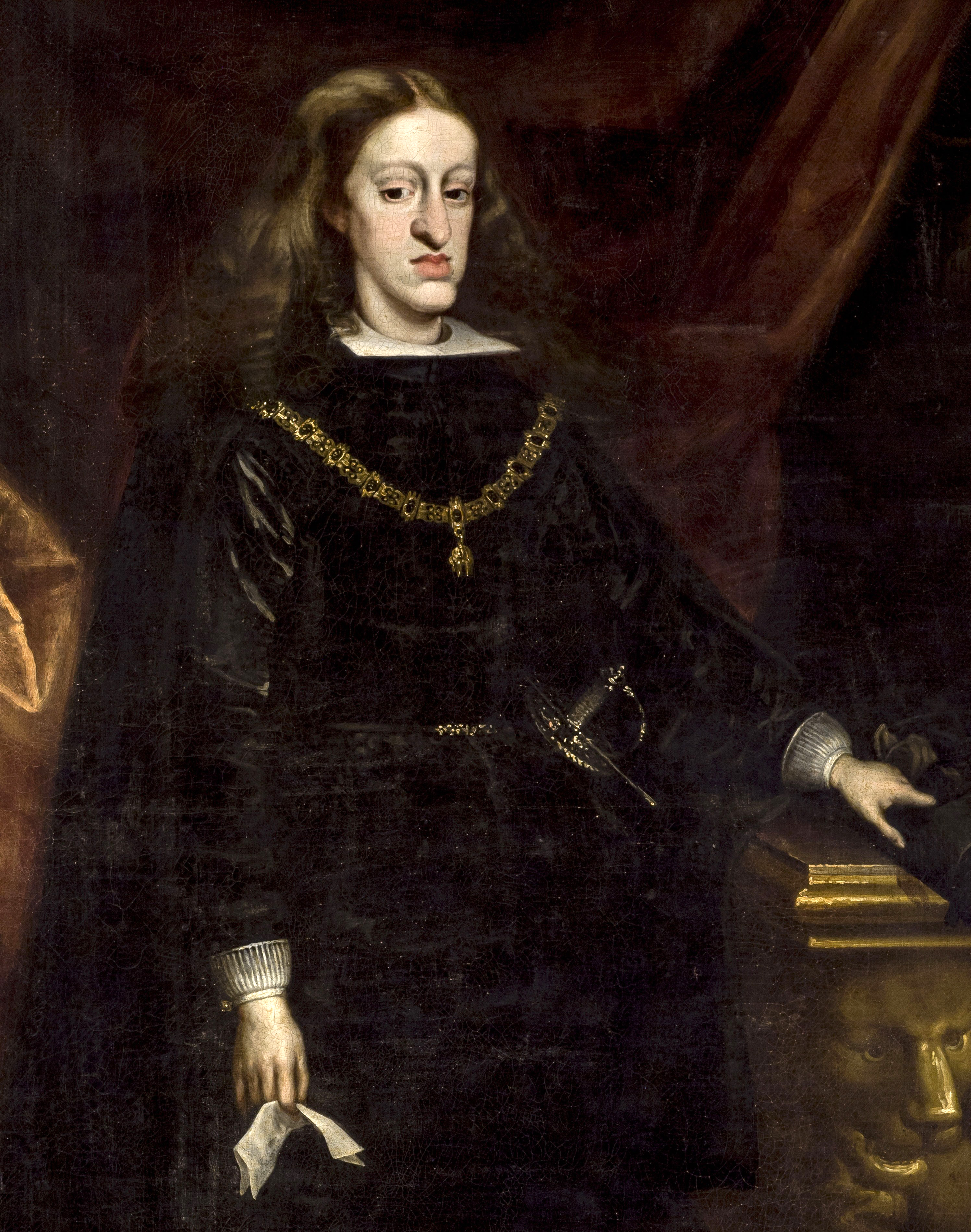
El rey Don Carlos II de España.

El expediente en que se consignaba la difícil situación de Bituima pasó a la península, llegando a la Corte de Madrid, donde por real cédula del rey Don Carlos II, se ordenaba la inmediata repoblación, con fecha de 20 de octubre de 1679. La real cédula llegó a la Real Audiencia de Santafé, donde su presidente, Francisco Castillo de la Concha, se vio precisado a hacerla cumplir de inmediato. La Real Cédula dice así:

Don Carlos… a las justicias de las ciudades de Tocayma y Mariquita y Villa de Honda, comunica que ante el Presidente Gobernador del Reino, D. Francisco de Castillo de la Concha, fray Nicolás de Benavente y Castro, Procurador General de la Orden de Predicadores, presentó la siguiente petición: Que por V. S. se me despache de mandamiento para que los indios del pueblo de Bituima y sus agregados que se habían despoblado y asistían en diferentes partes se recogiesen y volviesen a poblar para que por su cura doctrinero fuesen doctrinados, con penas y apercibimientos hacia dichos indios como a los que los tuvieren en sus casas y haciendas y no los hicieren ir a su pueblo. Y para que los indios que están ausentes en la dicha ciudad y jurisdicción de Mariquita, Villa de Honda y Tocayma vengan a poblarse como los demás y vuelva el pueblo a reedificarse… en cuya consideración a Vos mando que siendo con ellas requeridos cualquier de vos por parte del dicho doctrinero del pueblo de Bituima o como os fuere mostrada en cualquier manera cada uno en vuestra jurisdicción hagáis recoger y que se recojan todos los indios e indias, chinas y muchachos que estuvieren ausentes en dichas ciudades y villas, y se los entreguéis al dicho padre para que los lleve y reduzca a su pueblo natural para que se pueblen todos juntos y sean instruidos en las cosas de nuestra santa fe católica y hagan sus casas y labranzas de donde sustentarse… Y así mismo mando al dicho Corregidor de naturales del pueblo de Bituima y encomenderos, que hasta tanto que tengan acabado los dichos indios que así redujeren sus casas y cultivadas sus labranzas y hecho raíces en su pueblo, no los saquen de él para parte alguna, embaracen ni concierten por ser su reducción cuasi reedificación y nueva población, y deben gozar los dichos indios de las Ordenanzas que hablan en esta razón, todo lo cual mando guardéis y cumpláis sin ir contra lo referido en manera alguna, pena de doscientos pesos de buen oro para mi Cámara y fisco y con apercibimiento de que a costa del que fuese omiso en lo sobredicho, despachare persona de mi Corte, con días y salario a lo hacer cumplir y ejecutar dichas penas e so las cuales y dichos apercibimientos mando a cualquier escribano que fuere requerido notifique esta mi carta y dé testimonio para que conste de su cumplimiento y no lo haciendo la haga notoria persona que sepa leer y escribir con testigos. Dada en Santafé de Bogotá a Veinte días de Octubre de Mil y Seiscientos y setenta y nueve años. Don Francisco de Castillo de la Concha.
(Fl. 988/989)

#### Repoblamiento
Para cumplir la orden del rey Don Carlos, se nombró poblador al cura doctrinero fray Andrés de Velasco Cuéllar Rangel, quien recogió a los indios, los llevó a Bigtuyma (como se escribía también entonces) y dirigió la reedificación de sus casas. Más tarde informaba al Corregidor que en el mes de julio estuvo allí y no encontró indios sino la iglesia...

... y un bohío en que vivían los doctrineros y tres casas de indios y hoy día de la fecha hay 17 casas hechas en dicho pueblo con la del doctrinero y se han reducido al dicho pueblo los indios e indias… todo lo cual se debe al cuidado y solicitud del padre predicador fray Andrés de Velasco, cura doctrinero deste dicho pueblo, yendo en persona a recogerlos a Mariquita, Onda, Las Guaduas y La Villeta y otras partes a su costa»
(F. 980)

Notificado el Corregidor Cuellar de la anterior providencia el día 21 de enero de 1680, en la plaza de Bituyma, en señal de obedecimiento puso el documento sobre su cabeza y procedió de inmediato. Al siguiente, para comprobar la población, hizo censo y descripción de los indios poblados, entre quienes figuraban Domingo García, Domingo Serrezuela, Andrés Bituyma y Pedro Lucama, entre otros.
Como acababa de morir el cacique Don Domingo a los pocos días de poblado, se convocó a los indios para que eligieran al sucesor de su cacique, que lo fue su hermano Don Bernabé por no haber otro de mejor derecho, y nombraron alcalde y se puso rollo en la plaza. Al otro día se hizo el inventario de la iglesia, que era muy vieja, sin puertas y sin ventanas. Entre las imágenes se relacionó una de Nuestra Señora de Belén del Rosario.

### Virreinato de Nueva Granada

#### Extinción del pueblo
Los intentos de repoblamiento fueron infructuosos. Por decreto de 28 de febrero de 1752 se dispuso trasladar a los pocos indios que aún vivían en Bituyma al pueblo más cercano y avaluar sus tierras de resguardo para rematarlas, diligencia que se ejecutó el 7 de noviembre por un valor de 200 pesos. Sin embargo, esto no se cumplió de inmediato. En octubre de 1771 había ocho indios, en vista de lo cual el 5 de noviembre el Fiscal pidió su traslado y recomendó a los vecinos gestionar la erección de una parroquia de blancos.

#### Fundación de la parroquia
En 1772 ya no quedaban en el pueblo sino dos indios y solo entonces se verificó el remate de tierras, que se hizo en cabeza de Don Marcos Vela, vecino de Tocaima, a quien entregó los títulos respectivos el alcalde de la santa hermandad Don Juan José Millán el 16 de diciembre de ese año. Esta adjudicación parecía en calidad de traspaso, pues el dueño aparente era el señor Millán, quien poco después tenía las tierras en arriendo por cesión que le hiciera Marcos vela. El 11 de agosto de 1794 el abogado Luis de Ovalle pidió sacarlas a remate, lo cual fue aceptado y se avaluaron las tierras en 300 pesos. Pregonado en Santafé el 14 de noviembre se ejecutó el 29 de noviembre de 1795 a favor del dicho Millán, a quien se dieron las tierras del resguardo por los mismos linderos del curato.
En 1772 se refundó la nueva población de Bituima como parroquia de blancos, cuya erección se gestionó a partir de 1795, cuando los vecinos tomaron posesión de algunos terrenos y vinieron a edificar sus casas y a residir en ella. Ángel Bonilla declaró en julio de 1794 que Juan José Millán era tenido como propietario, y el vecino Miguel Enciso que desde mucho tiempo no vivían indios allí y que estas tierras se hallaban pobladas y habitadas de vecinos blancos. 
Entre 1752 y 1808, la familia Millán ejerció una gran influencia y poder en el Valle de Bituima y en toda la jurisdicción de Tocaima. Se conoce la existencia de don Juan Antonio Millán Basto, casado con doña Ana Josefa de la Pava Hernández, con quien tuvo una hija llamada María Antonia Millán de La Pava, nacida en Bituima el 12 de noviembre de 1786, quien se casó de manera irregular con el teniente de infantería José Ramón de Leyva, secretario de cámara del Virreinato en Santa Fe. La historia de la familia Millán sirvió de inspiración a Gabriel García Márquez para crear la idea de una película titulada Bituima 1780, de la serie De Amores y Delitos, en 1995. 

### Modernidad
En 1837 se construyó la iglesia actual, en estilo neogótico y la anterior fue demolida.
El 9 de abril de 2006, domingo de ramos, en la misa del mediodía, el techo de la iglesia salió volando por un fuerte ventarrón, destruyendo las columnas que lo soportaban y dejando a varias personas muertas. La caída de la iglesia fue debido a su poco mantenimiento y a la fuerte llovizna que cayó ese día sobre el municipio; la iglesia, tenía alrededor de 100 años de antigüedad. Los heridos fueron trasladados a diferentes centros de asistencia en Facatativá, San Juan de Rioseco y Bogotá.

## Cultura

### Sitios de interés
- Alto de la Cruz
- El Salto del río Contador
- Piscilandia

### Festividades
- Fiesta de los Reyes Magos: Se celebra en el parque principal en el mes de enero.
- Viernes Santo: Se conmemora este día subiendo al Alto de la Cruz.
- Día de la Virgen del Carmen: Se realiza una caravana desde la vereda Periquito hasta el parque principal del pueblo.
- Ferias y fiestas municipales: Se realizan en el mes de agosto con motivo del aniversario de la fundación del municipio.

## Instituciones de educación

### Área urbana
- Institución Educativa Departamental José María Vergara y Vergara: Institución pública que presta los servicios de educación primaria, media académica y bachiller.
- Escuela Urbana San Rafael: Institución pública que presta los servicios de educación preescolar y básica primaria.

### Área rural
- Escuela Montaña.
- Escuela Rural Progreso.
- Escuela Rural Aposentos.
- Escuela Rural Cajón.
- Escuela Rural Caracol.
- Escuela Rural Garita.
- Escuela Rural Palo Blanco Alto.
- Escuela Rural Palo Blanco Bajo.
- Escuela Rural Periquito.
- Escuela Rural Plazuela.
- Escuela Rural Rincón Santo.

## Movilidad
Saliendo por la calle 13 de Bogotá se pasa por la Ruta Nacional 50 y a 3 km después de Albán se encuentra un desvío al occidente conduciendo a Guayabal de Siquima desde el oriente. Por el occidente se llega desde Honda o Girardot hacia Cambao (San Juan de Rioseco) en la RN 45 y de ahí a Vianí hasta territorio bituimero.

## Servicios públicos
- Energía Eléctrica: Enel, es la empresa prestadora del servicio de energía eléctrica.
- Gas Natural: Alcanos de Colombia es la empresa distribuidora y comercializadora de gas natural en el municipio.